# Australischer Feigenpirol
Der Australische Feigenpirol (Sphecotheres vieilloti) ist eine Vogelart aus der Gattung der Feigenpirole innerhalb der Familie der Pirole. Sie kommt im Norden und Osten Australiens sowie auf angrenzenden Inselgruppen vor und bewohnt dort feuchte Wälder. Der gesellige Vogel gilt als nicht gefährdet.
Das Artepitheton ehrt den französischen Ornithologen Louis Pierre Vieillot.

## Beschreibung

### Aussehen
Der Australische Feigenpirol wird etwa 27–30 cm groß und wiegt 97–146 g. Es besteht ein deutlicher Sexualdimorphismus.
Männchen der Nominatform haben einen glänzend schwarzen Kopf und Hals. Der unbefiederte Augenring ist von rosafarbener oder roter Farbe. Die Oberseite, Kinn, Kehle und Brust sind grau gefärbt; an der unteren Brust geht dieser Farbton zu olivgrün über, welches sich über die gesamte Unterseite bis zum Hinterteil erstreckt. Am Bauch finden sich bisweilen weiße oder gelbe Flecken. Die Ränder der Flügeldecken sind mit einer bräunlich-schwarzen Färbung versehen, sonst sind sie olivgrün. Der Schwanz ist schwarz, wobei die äußeren Schwanzfedern über weiße Flecken und Spitzen verfügen. Die Unterschwanzdecke ist von weißer Färbung. Die Iris ist dunkelrot bis braun, der Schnabel ist schwarz, die Beine sind rosa.

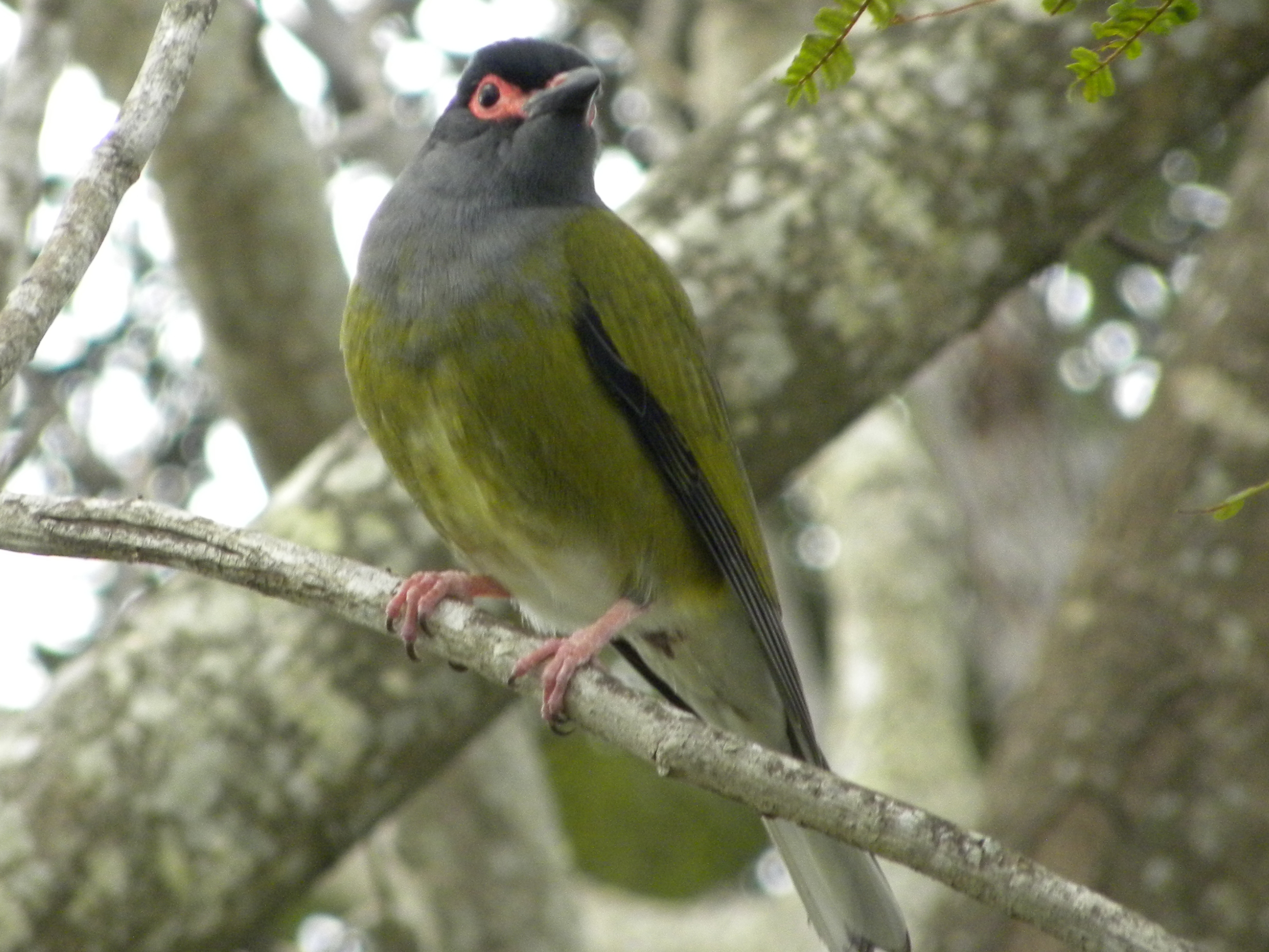
Männchen

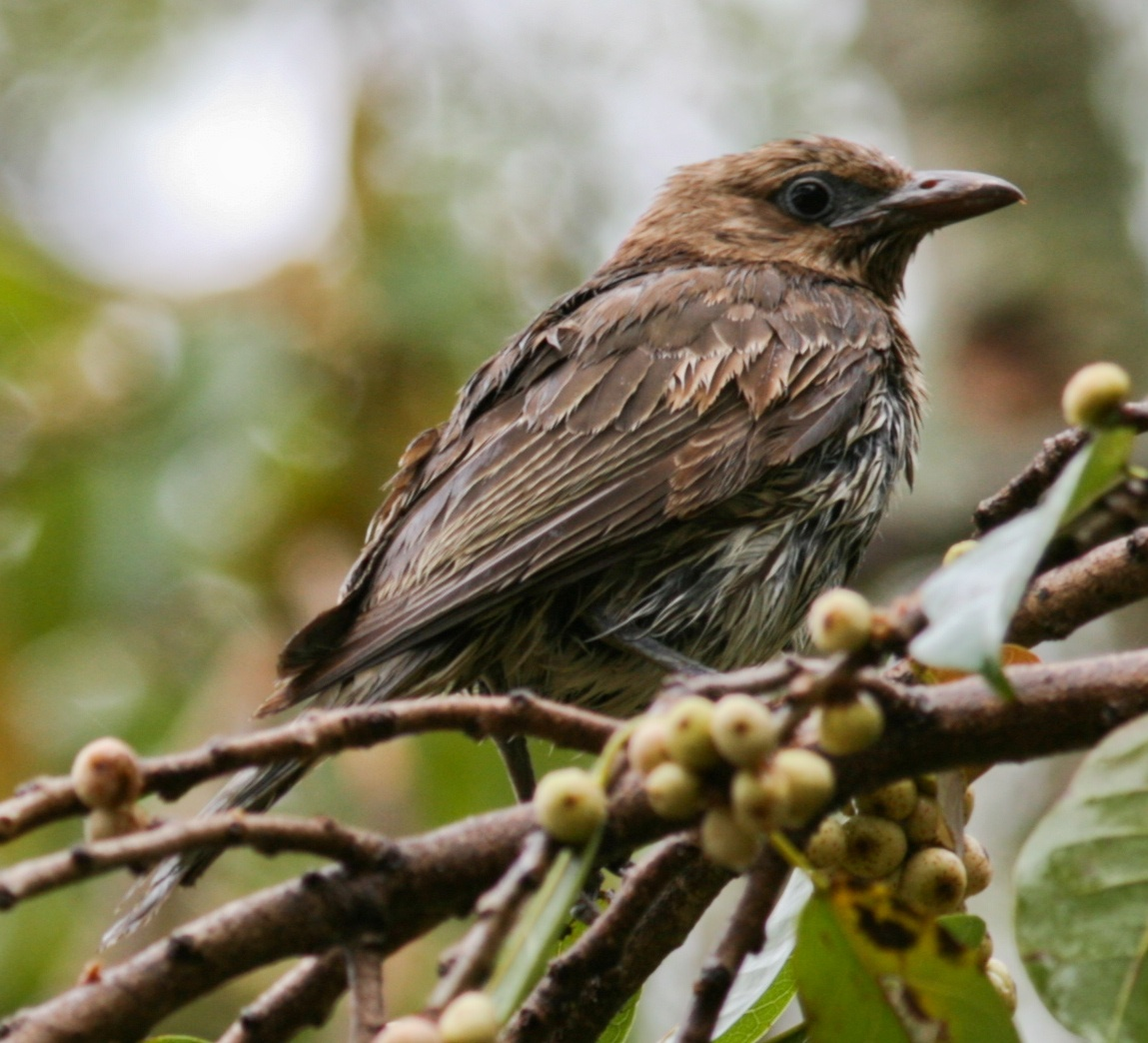
Weibchen

Das Weibchen der Nominatform hat nackte, graue oder grau-violette Gesichtshaut. Die Oberseite des Kopfes, der Hals und der Mantel sind braun und mit dunklen Streifen versehen; der untere Teil des Mantels und der Rücken sind olivgrünlich-braun und unauffälliger gestreift. Die Handschwingen haben dünne weiße Ränder und sind außen teilweise grünlich verwaschen. Die gesamte Unterseite außer dem Analbereich sind mattweiß und deutlich braun gestreift. Das Hinterteil ist olivgrün. Der Schwanz ist braun, wobei die inneren Schwanzfedern einen grünlichen Ton annehmen und mit kleinen hellen Flecken versehen sind. Die Iris ist dunkelbraun, der Schnabel ist schwarz, die Beine sind gräulich-rosa bis rot.
Jungvögel ähneln den Weibchen, sind jedoch insgesamt von matterer Farbe.
Die verschiedenen Unterarten unterscheiden sich in Größe und Farbe. S. v. ashbyi ist gleich groß wie die Nominatform, glänzt aber mehr und hat eine gelbere Unterseite. S. v. cucullatus ist größer und hat einen kräftigeren Schnabel sowie eine dunkelgelbe Unterseite. S. v. flaviventris ähnelt S. v. ashbyi, hat aber eher eine schwefelgelbe Unterseite und einen weniger glänzenden Rücken. S. v. salvadorii hat einen leicht orangefarbenen Bauch und stark weiß gefleckte Schwanzfedern.

### Ähnliche Arten
Verwechslungsgefahr besteht vor allem zum Streifenpirol (Oriolus sagittatus), mit dem er sich Verbreitungsgebiet und Lebensraum weitestgehend teilt. Die beiden Vertreter der Familie der Pirole können zum Beispiel am Schnabel unterschieden werden: Der des Australischen Feigenpirols ist schwarz, der des Streifenpirols eher rötlich und länger. Letzterem fehlt auch der für die Gattung der Feigenpirole typische unbefiederte Ring um die roten Augen. Weibchen können zudem anhand des beim Streifenpirol grünlicheren Rückens unterschieden werden. Außerdem ist der Australische Feigenpirol geselliger als der Streifenpirol.

### Stimme
Der typische Gesang klingt schleppend und unmelodisch und kann mit einem am Ende abfallenden „tu-tu-heer, tu-heer, tu-heer“ umschrieben werden. Auch ein kurzes, hartes „pou-pou-pou“, ein lautes „sklack“ und ein unregelmäßiges „sii-kiuu“ können vernommen werden. Des Weiteren imitiert der Australische Feigenpirol gekonnt andere Vogelarten wie Papageien, andere Vertreter der Pirole und den Blasskuckuck (Heteroscenes pallidus).

## Verbreitung und Lebensraum
Der Australische Feigenpirol kommt in Australien im nordöstlichen Teil der Kimberley-Region, im Nordosten des Northern Territory (mitsamt Melville Island und kleineren Inseln) und auf der Cape York Peninsula vor. Des Weiteren ist sie an der gesamten australischen Ostküste bis südlich von Sydney, im südwestlichen Neuguinea, auf den Torres-Strait-Inseln sowie auf den Kei-Inseln verbreitet.
Er ist prinzipiell ein Standvogel, es gibt allerdings immer wieder kleine unregelmäßige Populationsbewegungen.
Vertreter der Art bewohnen bevorzugt Regenwälder, feuchte Laubwälder und Galeriewälder. Außerdem sind sie in Kokosplantagen sowie in Parks und Gärten, insbesondere mit Obstbäumen anzutreffen. Sie leben meist in Küstennähe, auf Neuguinea kommen sie auch in Höhen von bis zu 500 m vor.

## Ernährung

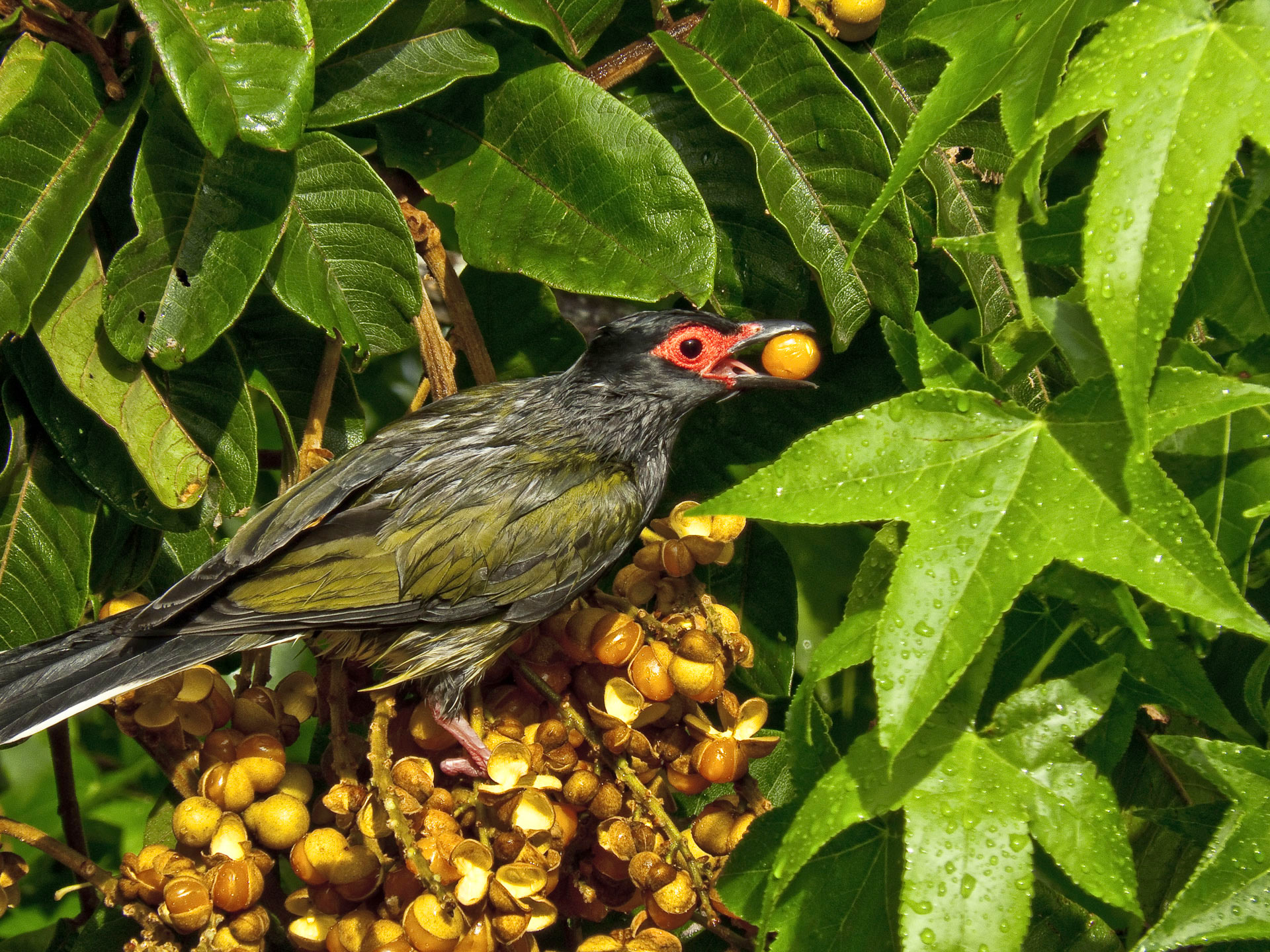
Fressendes Männchen in Queensland

Australische Feigenpirole ernähren sich hauptsächlich – wie der Name schon sagt – von Feigen, aber auch andere Früchte und Beeren wie Kirschen, Brombeeren, Bananen, Papayas, Guaven, Mispelfrüchten und solche von Wandelröschen sowie Insekten wie Käfer, Zikaden, Termiten, (fliegende) Ameisen und Raupen werden nicht verschmäht. Seltener fressen sie auch kleine Wirbeltiere.
Die Nahrungssuche erfolgt in lärmenden Gruppen von bis zu 20 Individuen, manchmal in Gesellschaft von Streifenpirolen, in einzeln stehenden Bäumen, deren Früchtevorrat teils vollständig abgeerntet wird. Die Samen werden teilweise nicht verdaut und können nach der Ausscheidung keimen.

## Fortpflanzung

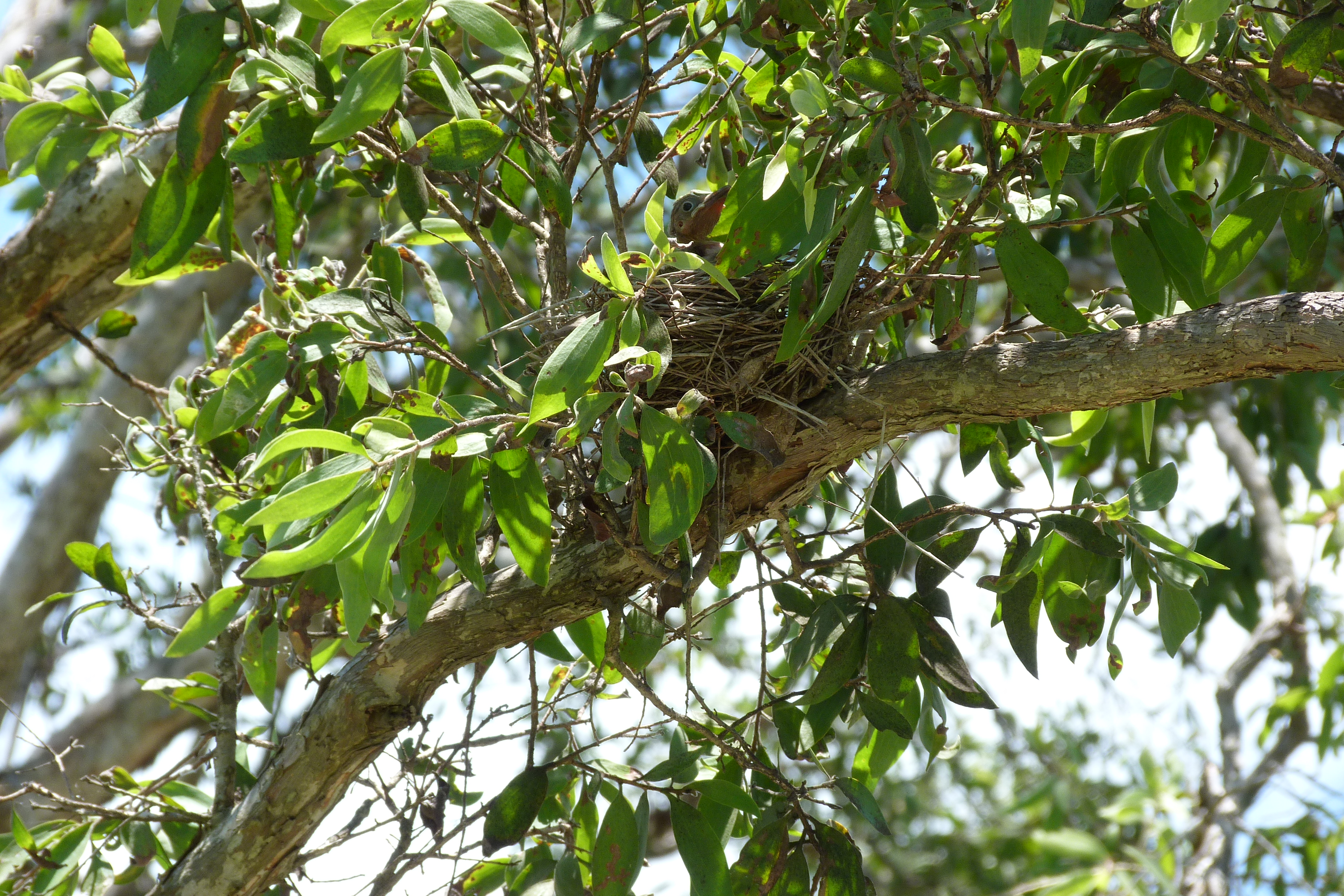
Nest mit Jungvogel

Die Brutzeit dauert im Norden des Verbreitungsgebiets von September bis März, im Süden von Oktober bis Februar. Es gibt maximal zwei Jahresbruten.
Die geselligen Vögel brüten in kleinen Kolonien; die Paare brüten in angrenzenden Baumkronen. Das becherförmige Nest besteht aus Ranken und dünnen Zweigen und liegt in einer waagrechten Astgabel in Höhen von bis zu 20 m über dem Boden. Es misst im Durchmesser 13–15 cm und in der Höhe 6–7 cm.
Aus Nordaustralien wird berichtet, dass Australische Feigenpirole in der Nähe von Glanzfleckdrongos (Dicrurus bracteatus) und Helmlederköpfen (Philemon buceroides) brüten. Diese Arten verteidigen ihr Revier vehement gegen Angreifer und die Feigenpirole profitieren von diesem Schutz.
Die 2–4, meistens 3 Eier sind graugrün gefärbt und mit rotbraunen oder violetten Flecken versehen. Sie messen durchschnittlich 33 × 22,5 mm und werden von beiden Elternteilen 16–17, manchmal 20 Tage bebrütet. Beide Elternteile füttern die Jungen nach dem Schlüpfen mit erbrochenem Futter, bis diese nach 14–17 Tagen das Nest verlassen.
Der Streifenpirol ist eine typische Wirtsvogelart des brutparisitischen Indischen Koels (Eudynamys scolopacea).

## Entdeckung und Systematik

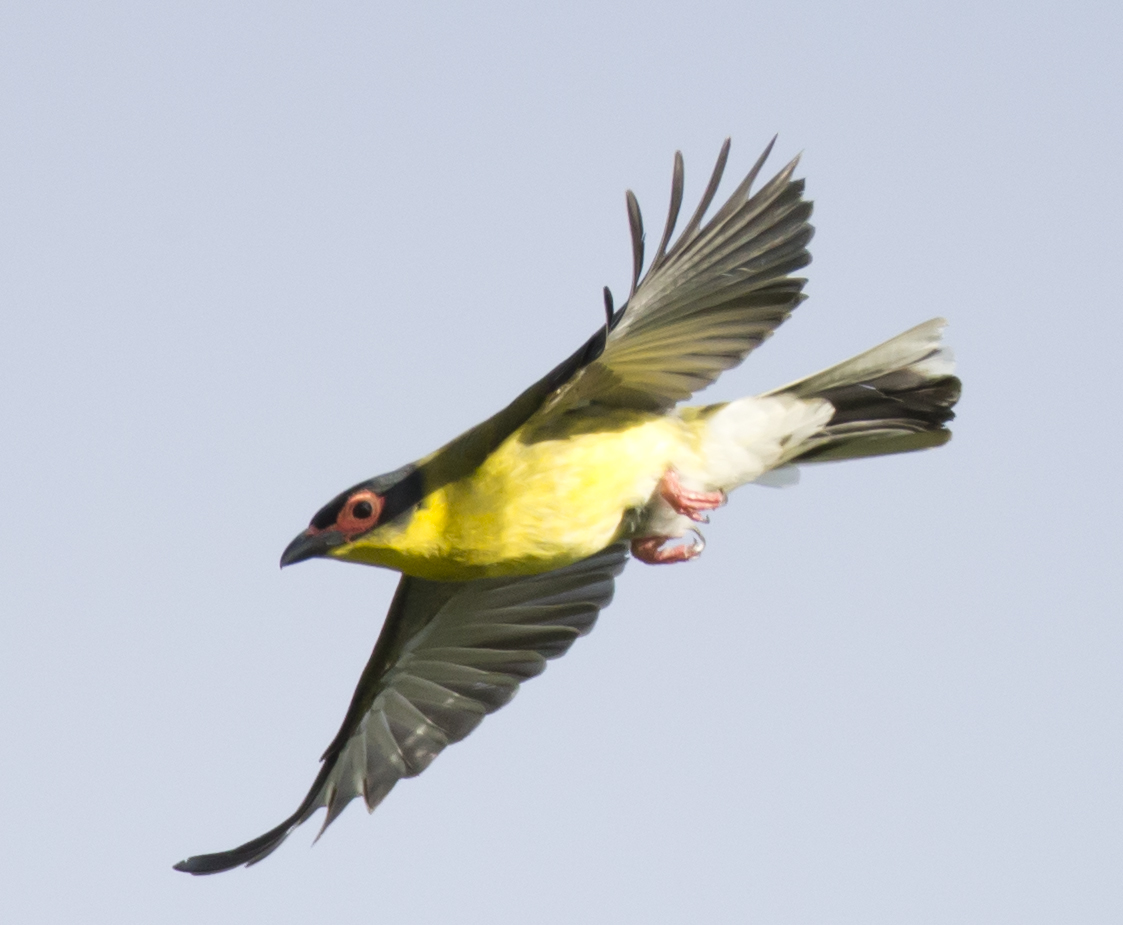
Fliegendes Männchen südlich von Cairns, Queensland

Die Art wurde 1827 von Nicholas Aylward Vigors und Thomas Horsfield erstbeschrieben. Das Typusexemplar wurde nahe Rockhampton im östlichen Queensland entdeckt.
Ursprünglich wurden alle drei Arten der Gattung der Feigenpirole als eine Art zusammengefasst. Die Unterart S. v. flaviventris wurde einst als eigene Art anerkannt, doch dass sie größtenteils mit der Nominatform hybridisiert, macht eine Unterscheidung schwer. Zu diesem Thema müssen noch molekulargenetische Untersuchungen durchgeführt werden.

### Unterarten
Derzeit sind fünf Unterarten bekannt:
- S. v. ashbyi Mathews, 1912 – Nord-Australien
- S. v. cucullatus (Rosenberg, H.K.B., 1866) – Kei-Inseln (vor Südwest-Neuguinea)
- S. v. flaviventris Gould, 1850 – Nordost-Australien und Torres-Strait-Inseln
- S. v. salvadorii Sharpe, 1877 – südöstliches Neuguinea
- S. v. vieilloti Vigors & Horsfield, 1827 – östliches Australien

## Gefährdung

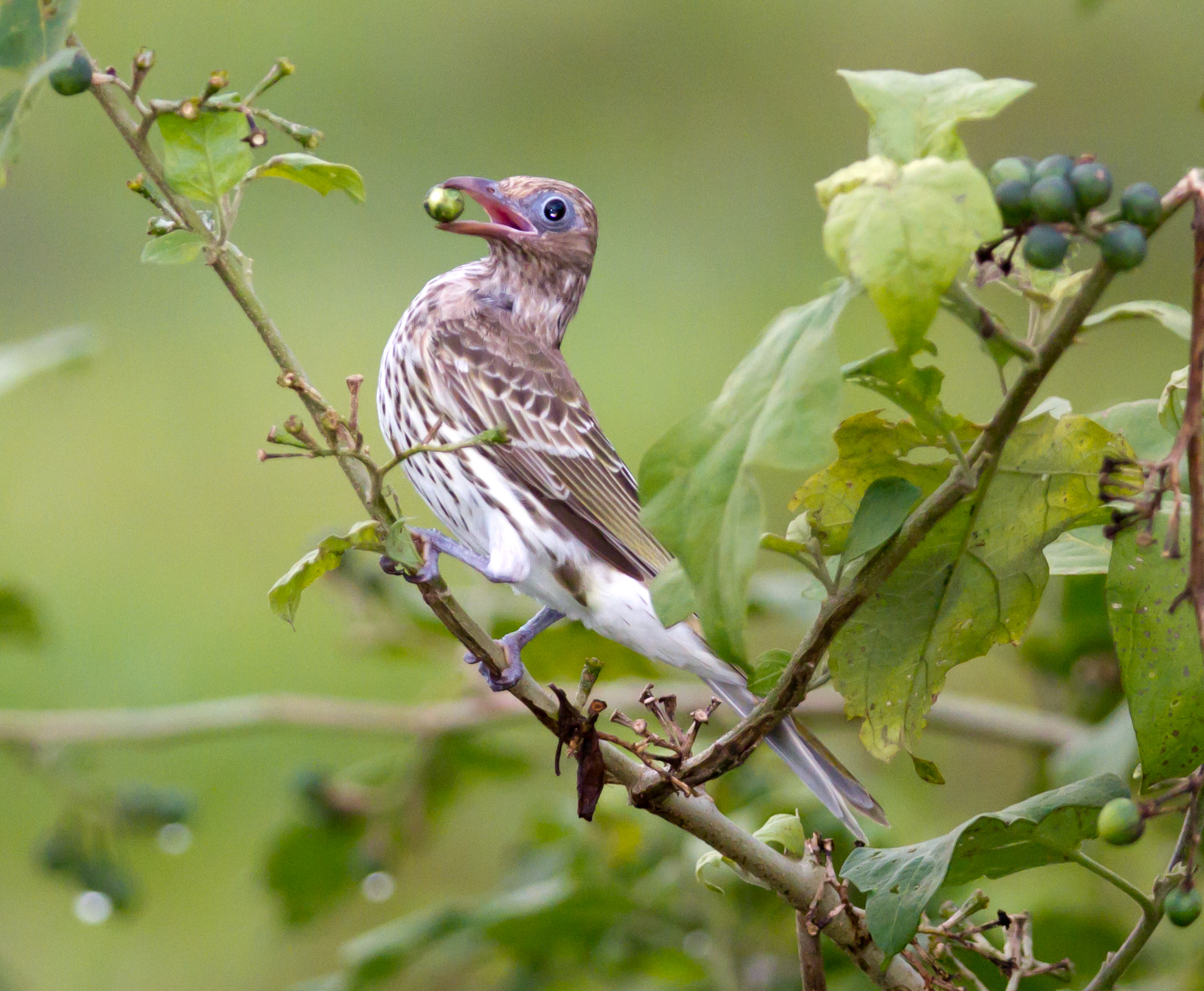
Weibchen in Cairns, Queensland mit Wandelröschen-Frucht

Die Art wird wegen des sehr großen Verbreitungsgebietes von etwa 6.550.000 km² und der stabilen Bestandszahlen in der Roten Liste der IUCN als nicht gefährdet (Least Concern) eingestuft. Sie profitiert von Schutzgebieten, da sie sonst als Obstschädling verfolgt wird.